# Pablo Pineda
Pablo Pineda (Málaga, 1974) é um ator espanhol, que tem síndrome de Down, premiado em 2009 no Festival Internacional de Cinema de San Sebastián.